# Rhinella ocellata
Rhinella ocellata är en groddjursart som först beskrevs av Günther 1858.  Rhinella ocellata ingår i släktet Rhinella och familjen paddor. IUCN kategoriserar arten globalt som livskraftig. Inga underarter finns listade i Catalogue of Life.